# جووانی دا نولا
جووانی دا نولا (انگلیسی: Giovanni da Nola؛ ۱۴۷۸ – ۱۵۵۹) یک مجسمه‌ساز، و معمار اهل ایتالیا بود.